# Žljebovi
Žljebovi (en serbe cyrillique : Жљебови) est un village de Bosnie-Herzégovine. Il est situé sur le territoire de la ville d'Istočno Sarajevo, dans la municipalité de Sokolac et dans la république serbe de Bosnie. Selon les premiers résultats du recensement bosnien de 2013, il compte 152 habitants.

## Géographie
Le village est situé à la confluence des rivières Hanina et Leava.

## Démographie

### Évolution historique de la population dans la localité
| 1948 | 1953 | 1961 | 1971 | 1981 | 1991 | 2013 |
| ---- | ---- | ---- | ---- | ---- | ---- | ---- |
| -    | -    | 323  | 242  | 183  | 171  | 152  |

|  |

### Communauté locale
En 1991, la communauté locale de Žljebovi comptait 700 habitants, répartis de la manière suivante :